# Löst från gamla träldomsband
Löst från gamla träldomsband är en psalm med fem 7-radiga verser, om en kristen människas frihet av Gustav Jensen. Översatt till svenska av Andreas Holmberg 1998.
Psalmen finns inte publicerad i någon av samfunden i Sverige antagen psalmbok.